# Chant nuptial
Le Chant nuptial, op. 128, est une œuvre de la compositrice Mel Bonis, datant de 1926.

## Composition
Mel Bonis compose son Chant nuptial pour violon avec accompagnement de harpe ou de piano et orgue ad lib. en 1926. L'œuvre est alors intitulé « Épithalame (ou Adagio) pour violon et harpe (ou piano) avec orgue ad. Libitum ». Elle est publiée en 1928 par les éditions Hamelle.

## Analyse
Comme beaucoup des œuvres postérieures à 1903, le Chant nuptial est proche du style des compositeurs de l'avant-garde musicale du début du XXe siècle.

## Sources
- Étienne Jardin, Mel Bonis (1858-1937) : parcours d'une compositrice de la Belle Époque, 2020 (ISBN 978-2-330-13313-9 et 2-330-13313-8, OCLC 1153996478, lire en ligne)